# RINGING FATE
『RINGING FATE』（原題：命运拳台）は、中国のWebアニメ。

## 概要
中国の動画配信サイト、「bilibili」によるオリジナルアニメ。MOJOと元気蛙の合作となっている。
Bilibiliでの総再生数は9300万、評価は10点満点中9.7点。
YouTubeで全12話を無料配信しているが日本では視聴不可。

## 世界観・設定
崆（くう）
本作の舞台となる生と死の狭間の世界。生前強い後悔を残した者が辿り着く。
サイバーパンクをモチーフにした世界観を3DCGで描いており住人は皆デフォルメされた姿をしている。
現世の方は現代社会を舞台にした実写映像で描かれており登場キャラの生前の姿を俳優が演じている。
運命のリング
崆の住人がメカに搭乗し闘う競技。この競技の頂点に立てば現世へ蘇ることが出来る。
選手は自身の記憶を掛けて勝負をし、勝てば記憶が戻り、負ければ記憶を更に喪う。

## 登場キャラクター
名前の表記は 日本語吹替版 / オリジナル中国語版 / 英語字幕版 の順に記載。
担当声優は 日本語吹替版 / オリジナル中国語版 の順に記載。なお、実写パートで出演している俳優はノンクレジット。
要(かなめ) / 阿肝（アーガン） / Again
声 - 花澤香菜 / 阿梓从小就很可爱
本作の主人公。記憶をほとんど失くした状態で崆に転生してくる。運命のリングの初試合に勝利し生前の記憶を僅かに取り戻し、自信が難病のため人生のほとんどを病室で過ごしたことを思い出す。生き返って外の世界を見るために運命のリングに挑む。
サブロー / 張三（チャンサン） / Three
声 - 梅原裕一郎 / 辺江
意志を持った謎のメカ。成り行きで要と協力することになる。頭部のみだが要の身体を借りることで高い戦闘能力を発揮する。精神世界では白髪の青年の姿で現れる。
大熊
声 - 最上嗣生
寡黙で大柄なファイター。崆に来る前の姿は冴えないボクサー。なぜか青に固執し何回も挑戦し敗退している。
青
声 - 大地葉
クールな雰囲気の女性ファイター。機敏な動きとフットワークが持ち味で対戦スタイルは大熊と共通したものを持っている。
エデン
声 - 大塚剛央
機甲修理店にいるケモ耳の青年。記憶のほとんどを失っておりマイペースに過ごしている。
ティム
声 – 狩野翔
機甲修理店の冷静な修理エンジニア。
イーサン
声 - 土田玲央
要が崆に来て最初に出会った少年。悪漢から要を助けるが、それは要を運命のリングに立たせて乾を奪うための策略だった。要と合体したサブローにあっけなく敗れた。
隼風（はやて）
声 - KENN
名門の剣派に生まれた剣客。一族を殺された過去を持ち、復讐の旅をしている。
彩子
声 - 雨宮天
騒動の中でエデンと出会い一目惚れされるが全く相手にせず、自分の目的を果たすためにだけ行動する。

## スタッフ
- 原作・監督 - 李豪凌（リ・ハオリン）
- ゼネラルプロデューサー - 张圣晏、Haolin
- プロデューサー - 康君
- エグゼクティブディレクター - 李林柯、沈远韬
- 音楽 - 林ゆうき、古橋勇紀、高木亮志
- キャラクターデザイン - HAKURO
- 音響監督 - 边江
- IP管理・協業総責任者 - 茶仙
- 総編集 - 邓博仁、周奕
- アニメーション制作 - MOJO、元気蛙
- 実写映像制作 - SOMEI

### 主題歌
オープニングテーマ「Energy」
作詞 - Koil Preample、Zach Sorgen、Darryl Gervais / 作曲 - Koil Preample、Zach Sorgen、Darryl Gervais / 歌 - Zach Sorgen
エンディングテーマ「Lightyears」
作詞 - Trevor Dering、Valentin Fritz / 作曲 - Trevor Dering、Valentin Fritz / 歌 - Fiji Blue

## 日本語吹き替え版
日本語吹き替え版が、2025年1月から3月まで、フジテレビ『B8station』枠ほかにて放送された。

### スタッフ（日本語吹き替え版）
- 吹き替え演出 - 前田茜
- 翻訳 - 鳥居怜子
- 録音・調整 - 鈴木修二、杉江帆南
- 音響制作 - 東北新社
- プロデューサー - 熊本統夫
- 日本語吹き替え版製作 - フジテレビジョン、bilibili

### 主題歌（日本語吹き替え版）
「理想郷」
ICExによる日本語吹き替え版のオープニングテーマ。作詞は松原さらり、作曲と編曲は南田健吾。
「百日草」
CENT（セントチヒロ・チッチ）よる日本語吹き替え版のエンディングテーマ。作詞はCENTCHiHiRo CHiTTiii、作曲はEmi Okamoto、編曲はShow Chick Boy。

### 各話リスト（日本語吹き替え版）
| 話数   | サブタイトル                   | 初放送日      |
| ------ | ------------------------------ | ------------- |
| 第1話  | ここはどこ？                   | 2025年 1月9日 |
| 第2話  | パートナーとして、すごく不満！ | 1月16日       |
| 第3話  | 大熊師匠の秘密                 | 1月23日       |
| 第4話  | 隼風は良い人！                 | 1月30日       |
| 第5話  | 原石はここだ                   | 2月6日        |
| 第6話  | 違う人生を生きる               | 2月13日       |
| 第7話  | 隼風、覚悟！                   | 2月20日       |
| 第8話  | たとえ記憶を失っても           | 2月27日       |
| 第9話  | 大ウソつき                     | 3月6日        |
| 第10話 | 消えた彼                       | 3月13日       |
| 第11話 | エデンの過去                   | 3月20日       |
| 第12話 | 帰りを待ってる                 | 3月27日       |

### 放送局
| 放送期間                | 放送時間                     | 放送局     | 対象地域   | 備考                             |
| ----------------------- | ---------------------------- | ---------- | ---------- | -------------------------------- |
| 2025年1月9日 - 3月27日  | 木曜 1:25 - 1:55（水曜深夜） | フジテレビ | 関東広域圏 | 製作局 / 『B8station』枠         |
| 2025年1月11日 - 3月29日 | 土曜 0:30 - 1:00（金曜深夜） | BSフジ     | 日本全域   | BS/BS4K放送 / 『アニメギルド』枠 |

| 配信開始日    | 配信時間                     | 配信サイト | 備考                     |
| ------------- | ---------------------------- | --- | ------------------------ |
| 2025年1月9日  | 木曜 12:00 更新              | ABEMAプレミアム Amazon Prime Video DMM TV dアニメストア （本店・for Prime Video・ ニコニコ支店 ） FOD Hulu U-NEXT アニメ放題 バンダイチャンネル | 見放題配信               |
|               |                              | FOD Lemino Tver | 最新話期間限定無料配信   |
|               |                              | Amazon Prime Video music.jp Rakuten TV ニコニコチャンネル バンダイチャンネル ビデオマーケット                                                   | レンタル配信             |
| 2025年1月10日 | 金曜 0:00（木曜深夜） 更新   | J:COM STREAM Lemino milplus TELASA （本店・ Pontaパス ）                                                                                        | 見放題配信・レンタル配信 |
|               | 金曜 0:00 - 0:30（木曜深夜） | ニコニコ生放送 |                          |
|               | 金曜 12:00 更新              | Google TV | レンタル配信             |
| 2025年1月15日 | 水曜 12:00 更新              | HAPPY!動画 | レンタル配信             |

| フジテレビ B8station | フジテレビ B8station                                       | フジテレビ B8station                                               |
| 前番組               | 番組名                                                     | 次番組                                                             |
| -------------------- | ---------------------------------------------------------- | ------------------------------------------------------------------ |
| 百妖譜（第2期）      | RINGING FATE - ※ここまで木曜 1:25 - 1:55（水曜深夜）で放送 | この恋で鼻血を止めて - ※ここから木曜 1:15 - 1:45（水曜深夜）で放送 |